# جوناثان جيلبرت
جوناثان جيلبرت (بالإنجليزية: Jonathan Gilbert)‏ (و. 1968 – م) هو ممثل، وممثل تلفزيوني، من الولايات المتحدة الأمريكية، ولد في كاليفورنيا.

## وصلات خارجية
- جوناثان جيلبرت على موقع IMDb (الإنجليزية)
- جوناثان جيلبرت على موقع ألو سيني (الفرنسية)
- جوناثان جيلبرت على موقع أول موفي (الإنجليزية)
- جوناثان جيلبرت على موقع قاعدة بيانات الأفلام السويدية (السويدية)
- جوناثان جيلبرت على موقع إن إن دي بي (الإنجليزية)
- جوناثان جيلبرت على موقع قاعدة بيانات الفيلم (الإنجليزية)
- جوناثان جيلبرت على موقع كينوبويسك (الروسية)